# Potopa (opera)
Potopa je opera o jednom dějství českého skladatele Jana Duchaně (nar. 1927) na libreto Hany Proškové napsané volně podle Povídky mlynářovy ze souboru Canterburské povídky anglického středověkého básníka Geoffreye Chaucera.
Potopa vznikla původně jako třetí a poslední dějství opery Canterburské povídky, kterou Jan Duchaň napsal koncem 50. let 20. století po studiích ve Varšavě a u Pavla Bořkovce, ale jako jediná část této opery byla inscenována a vyšla tiskem. Jan Duchaň se mezitím stal pedagogem na brněnské konzervatoři. Potopa měla premiéru 30. května 1965 ve Slezském divadle Zdeňka Nejedlého v Opavě (v kombinaci s Mascagniho Sedlákem kavalírem).
Klavírní výtah opery s textem jako rozmnoženinu vydal Český hudební fond roku 1959.
Duchaň napsal pro jeviště následně balet Pygmalion (uvedlo Státní divadlo Ostrava 9. listopadu 1963) a komickou operní aktovku Ctnostná komedie, rovněž na libreto Hany Proškové (uvedlo Operní studio JAMU v Brně 18. května 1966).

## Osoby a první obsazení
| osoba                        | hlasový obor | premiéra (30. května 1965) |
| ---------------------------- | ------------ | -------------------------- |
| Tesař John                   | tenor        | Karel Sekyra               |
| Alison, jeho žena            | soprán       | Helena Klašková            |
| Robin, Johnův učedník        | soprán       | Jarmila Smyčková           |
| Mikuláš, žák                 | baryton      | Miloslav Tolaš             |
| Absolon, kostelník           | bas          | Václav Paclík              |
| Sousedé (smíšený sbor)       |              |                            |
| Dirigent: Oldřich Bohuňovský |              |                            |
| Režie: Ilja Hylas starší     |              |                            |
| Scéna: Zbyněk Kolář          |              |                            |
| Kostýmy: Eva Václavková      |              |                            |

## Děj opery
(Dílna tesaře Johna) Mistr John volá učedníka Robina. Kárá ho rozhořčeně za to, že dosud není hotov s lavicí, kterou si u nich objednal kostelník Absolon. Robin je prostoduchý a mistr John ho označuje za největšího osla ve městě, ale Robin míní, že by se našli i větší… Mistr John mu tedy slibuje zdvojnásobení platu, najde-li většího osla, než je on sám (scéna Robine, Robine… najdu-li osla, osla většího).
Odejdou a v dílně poklízí Johnova manželka, paní Alison. Kostelník Absolon přichází, aby se jí úpěnlivě dvořil. Každý den jí zpívá pod okénkem, ale ona snad spí jako zabitá (árie Vím jen, že zpíval). Alison ho vtipně odmítá. Jejich rozhovor nejprve vyruší žák Mikuláš, který je odnedávna u mistra Johna v nájmu; Absolon na pohledného klerika rychle žárlí. Když se pak Absolon stává dotěrným, volá Alison manžela, že tu má zákazníka. Nakvašený Absolon se s mistrem tesařským dohaduje o objednané lavici, současně mu však vnuká pochyby o věrnosti mladé choti a podezření na nájemníka (duet Milý pane, nevěříte). Mistr John ví o kostelníkových záměrech své, ale semínko pochybnosti v něm přesto vzklíčí. Skutečně, jakmile odejde, padnou si Mikuláš a Absolon toužebně do náručí. Alison si stěžuje na svého manžela a důvtipný Mikuláš jí slibuje, že na Johna vyzraje lstí – a ještě dnešní noc s ní stráví v jednom loži (duet  Má krásko! – Miláčku můj, Mikuláši!).
Mistr John si nechává od své ženy prostřít k večeři; drží Alison zkrátka a ta mu předstírá poslušnost. Vběhne Robin a oznamuje, že pan Mikuláš se pominul: mluví sám k sobě a křičí. Brzy slyší Mikulášovy výkřiky a samomluvu přímo z jeho komory (zpěv Ach Pane, zadrž ruku svou). Robin i John zvědavě nakukují klíčovou dírkou a hádají, co se děje, až se John odváží na Mikuláše zabušit. Mikuláš vyjde se strhaným výrazem. Na Johnovy otázky se nejprve zdráhá cokoli říci, pak mu však důvěrně sdělí, že se už dlouho zaobírá tajnými vědami a nyní se z hvězd dozvěděl, že právě dnes v noci se má konat stejná potopa jako za praotce Noa. Důvěřivý John se ptá, jak se má zachránit, a Mikuláš mu radí, aby se na noc zavřel do sudu; on sám s Alison se spokojí s bytelnými neckami (duet Povězte dobrodinci svému).
(Proměna) jak Mikuláš poradil, tak se stalo: u stropu zavěsili káď a v ní čeká John, pod ním sedí Alison a John v neckách. Všichni vzývají Noa, aby nad nimi držel ochrannou ruku při nadcházející potopě (modlitba Mikuláše Před hrozbou rozpoutaných vod). Mistr John se dojatě loučí s Robinem, kterému o nebezpečí neřekl. Brzy poté usne a milenci mají noc pro sebe, protože mistr má pevné spaní.
Jenže pod okno se přikrade vyšňořený Absolon a zpívá Alison roztouženou píseň (Holoubek smutný dělá vrkú, vrkú!). Alison je otrávená a Mikuláš se chce Absolona zbavit a ještě si z něj ztropit žert. V temné noci se vydává za Alison a slíbí Absolonovi jednu hubičku. Kostelník s překvapením zjišťuje, že jeho milá má vousatou líc, a Mikuláš se mu vysměje. Milenci se radují, že mají od nezvaného ctitele pokoj.
Absolon zuří a chystá Mikulášovi pomstu (árie Já puknu vztekem). Dá si u kováře rozpálit srp a pak se vrátí pod okno se svou písní. Mikuláš chce svůj žert zopakovat, ale když dojde na polibek, Absolon místo toho sekne vtipálka do tváře rozpáleným srpem. Mikuláš běduje a hledá vodu, aby ránu zchladil. Jeho křik vzbudí Johna, jenž se domnívá, že potopa už začala; přeřeže lana poutající jeho káď, a ta spadne a mistr se notně potluče. Alison zmateně pobíhá od jednoho k druhému, navíc si Robin jejich křik o vodě vysvětlil tím, že hoří, takže svolává sousedy. Ti se sbíhají a nedokážou si vysvětlit, co se stalo, přičemž žasnou nad Johnovou otázkou, zda se utopil (scéna Co? Voda? Už je tady?… Kde je, co je?). Jen Robin může mít z dnešní příhody radost: ukázalo se, že je dost lidí hloupějších než on.

## Instrumentace
Dvě flétny (jedna střídá jako pikola), dva hoboje, dva klarinety in B, dva fagoty, čtyři lesní rohy in F, dvě trubky in C, tři pozouny, tuba, tympány, činely, malý buben, velký buben, klavír, dvě až tři cembala, smyčcové nástroje (housle, violy, violoncella, kontrabasy).